# Castillo de Bagá
El Castillo de Bagá, también llamado Palacio de los Barones de Pinós, es un edificio de Bagá, comarca del Bergadá (Barcelona). Fue construido durante el siglo XIII como residencia de la familia de los Barones de Pinós y como centro político y administrativo de sus posesiones.

## Historia
En la Revuelta de los Segadores de 1640 la villa de Bagá luchó del lado de la Generalidad y fue ocupada por las tropas francesas de Luis XIV, que incendiaron y arrasaron el castillo de los barones y parte de las fortificaciones. En la Guerra de Sucesión, el ejército de Felipe V destruyó buena parte. Posteriormente, en el siglo XVIII, se estableció el Barón de Ur, de la familia Bolo, que compró el palacio y lo reconstruyó. De esta época es la estructura que hoy se puede ver. Más adelante el palacio fue utilizado para diferentes funciones, entre ellas las de vivienda y granja.

## La capilla
En el palacio hay una capilla anexa que se construyó el mismo momento que se edificó el palacio. Ha sufrido múltiples reformas a lo largo del tiempo: se le añadió la nueva entrada, se le construyó el corazón, por lo que el tejado fue sobrealzado. Es de planta rectangular cubierta con bóveda de cañón construida con piedra pómez y carente de ábside. En el exterior se observa el estuco con unos esgrafiados, bastante deteriorados, con la fecha 1779, que es la fecha en la que fue reformada.

## Uso actual
En 1990, el Ayuntamiento de Bagá lo compró, e inició la restauración para acondicionarlo como espacio para funciones culturales, entre otros. En la actualidad acoge la Oficina de Turismo de la Villa de Bagá, y en los bajos del edificio se encuentra el Centro Medieval y de los Cátaros, un museo de interpretación del catarismo. También hay unas salas con pinturas murales de los siglos XVII, XVIII y XIX. Es un ejemplo históricamente importante y poco frecuente en Cataluña.